# Tripi

Ubicació de Tripi dins de la província

Tripi (sicilià Tripi) és un municipi italià, dins de la ciutat metropolitana de Messina. L'any 2009 tenia 971 habitants. Limita amb els municipis de Basicò, Falcone, Francavilla di Sicilia, Furnari, Mazzarrà Sant'Andrea, Montalbano Elicona i Novara di Sicilia.

## Administració
| Període | Identitat                | Partit      |
| ------- | ------------------------ | ----------- |
| 2008-   | Carmelo Giuseppe Sottile | Centredreta |